# Comuna Mejîricicea, Sokal
Mejîricicea (în ucraineană Межиріччя) este o comună în raionul Sokal, regiunea Liov, Ucraina, formată din satele Bendiuha și Mejîricicea (reședința).

## Demografie
Componența lingvistică a comunei Mejîricicea
     Ucraineană (99,47%)
     Alte limbi (0,47%)
Conform recensământului din 2001, majoritatea populației comunei Mejîricicea era vorbitoare de ucraineană (99,47%), existând în minoritate și vorbitori de alte limbi.